# 保罗·安德烈·克伦·贝尼尼
保罗·安德烈（Paulo André，1983年8月20日—），全名保罗·安德烈·克伦·贝尼尼（Paulo André Cren Benini），是一名巴西职业足球运动员，现在效力于中国足球超级联赛球队上海绿地申花。

## 俱乐部生涯
保罗·安德烈足球生涯在巴西低级别球队阿瓜斯迪林多亚开始。2002年他曾经到苏格兰足球超级联赛豪门格拉斯哥流浪者试训，但未能成功。2003年，保罗·安德烈转投瓜拉尼青年队，2004年进入一线队。2005年，他加盟帕拉尼恩斯。2006年7月，他和法国足球甲级联赛球队勒芒签约四年。 他很快就占据球队主力位置，但仅仅出场5场比赛后，他遭遇严重受伤导致2006/07赛季报销。 2007/08赛季，他依然在伤病中度过，未能代表球队在法甲联赛中出场。2008/2009赛季，他终于回归球队并占据主力位置，赛季联赛出场31次。不过在赛季结束后，他决定回巴西踢球。2009年8月4日，他被租借到科林蒂安一个赛季。 2010年，他正式转会加盟科林蒂安。他帮助科林蒂安先后获得2011年巴西足球甲级联赛冠军、2012年南美解放者杯冠军以及2012年俱樂部世界盃冠军等荣誉。
2014年2月12日，科林蒂安官方宣布保罗·安德烈转会加盟中国足球超级联赛球队上海绿地申花。